# Do-X飛艇
Do-X飛艇是德國多尼爾飛機公司總裁兼首席飛機工程師克勞德.多尼爾（Claude Dornier）主持設計的巨型飛艇，這個想法在1916年已被他想出來，由於在第一次世界大戰後簽訂的凡爾賽條約對德國航空的各種限制，於是此機主要是在瑞士阿爾滕萊茵鎮完成。
當它面成時，德國報章說：「Do-X是一艘豪華客輪，是德國科技的傑作，航空史上新的篇章！這不再是一架飛機，是一艘船，能夠離開水面飛行在空中...」

## 基本資料
- 乘員:80人（正副駕駛+12名機員+66名乘客）
- 機長:40.05米
- 翼展:48米
- 機高:9.6米
- 空重:28000公斤
- 最重:57000公斤
- 最快速度:210公里/小時
- 航程:1700公里
- 昇限:3200米
- 發動機:12部美製寇蒂斯勝利水冷式發動機（640匹馬力）

## 設計

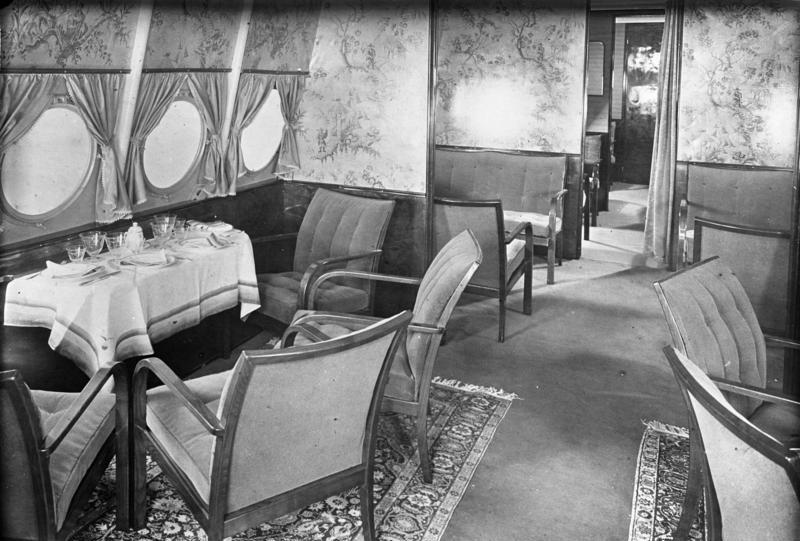
這裡是第二層，一切都比照豪華客輪的設計

Do-X飛艇的機身如同一艘船，看上去就好像一艘加上一對翼的客輪，其機身內裡被分成三層：
- 第一層是駕駛室、無線電通訊室和機房，其駕駛室好像是船隻的駕駛室，其後的機房也好像船隻的機房，那裡用來管理在其機頂的12個發動機，其使用的發動機原本是德國西門子的土星式風冷發動機，但由於表現不好而借用了美國寇蒂斯公司的勝利式水冷發動機，這12個發動機被分成兩組，每組一前一後排列去帶動一個木製四葉螺旋槳，機房內駐有機械師隨時準備去維修這12個發動機，因此在機房有通道可到達機頂，而在機頂的發動機周圍有圍欄
- 第二層是旅客區，內裡有客房、餐廳和觀景台，一切都比照豪華客輪的設計
- 第三層是最底層，用來存放旅客行李和燃料，尤其巨大的燃料箱向左右兩側凸出來，它也可以作為在水上的浮筒和支撐上方機翼支柱的落腳點，而且由於它的橫切面也是克拉克Y翼，所以，在飛行時也能產生升力

其主翼也很巨大，主要結構是鋁合金骨架再覆上帆布，此機的主要材料都是鋁合金，但由於體型巨大而令其起飛重量達到57噸

## 圖片

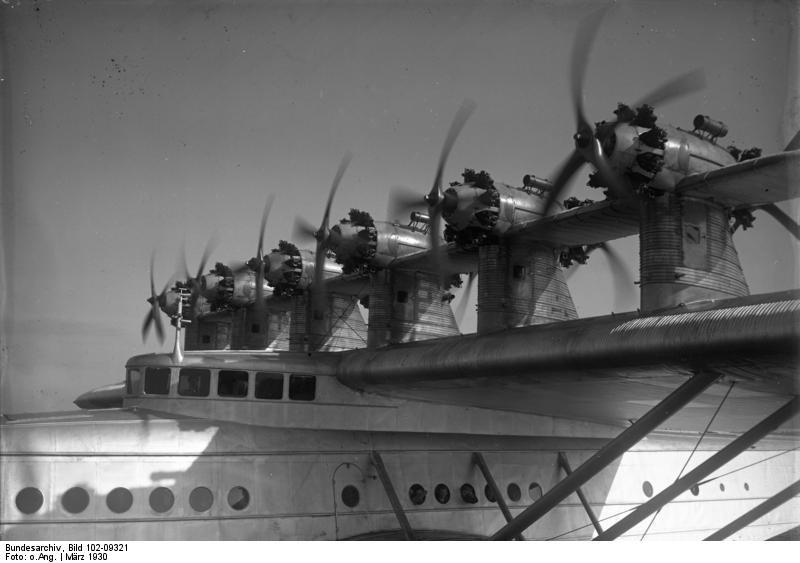
在Do-X飛艇機背上的12個發動機
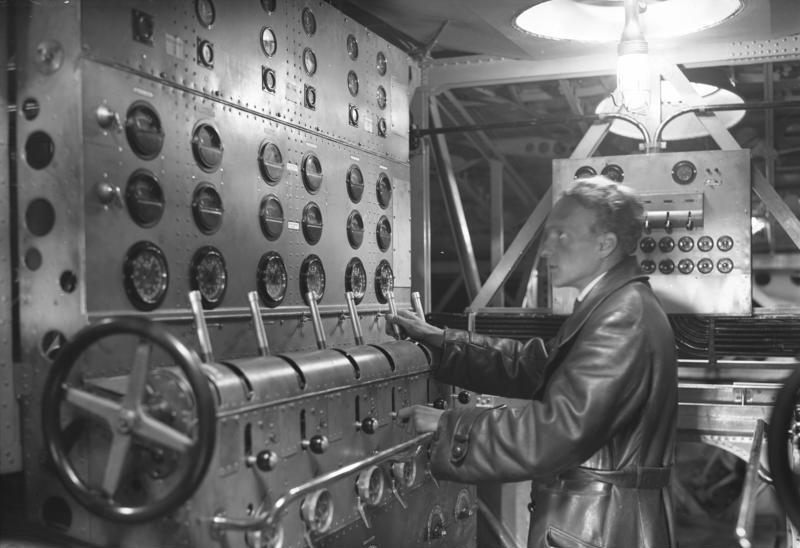
Do-X的機房和船隻的機房類似，內裡的設備是用來管理在機背的12個發動機，也有機械師長駐，以便維修發動機
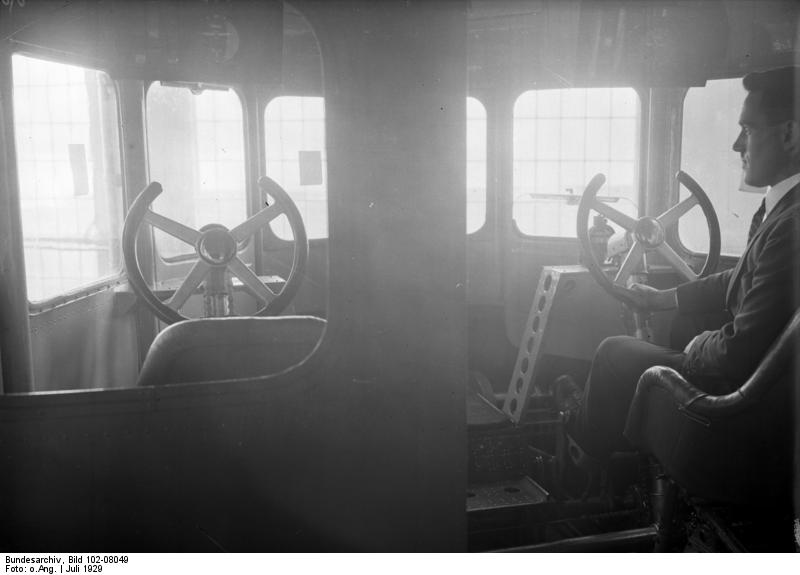
Do-X飛艇的駕駛室和船隻的駕駛室類似
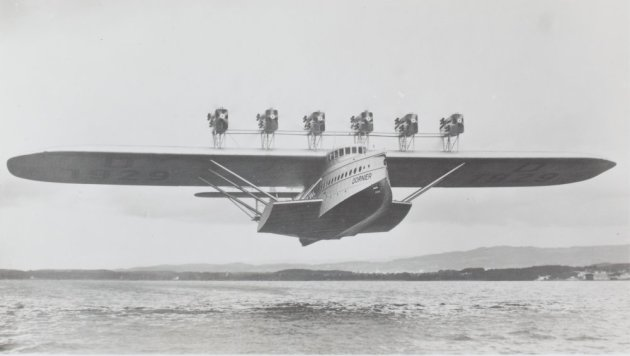
剛飛離水面的Do-X
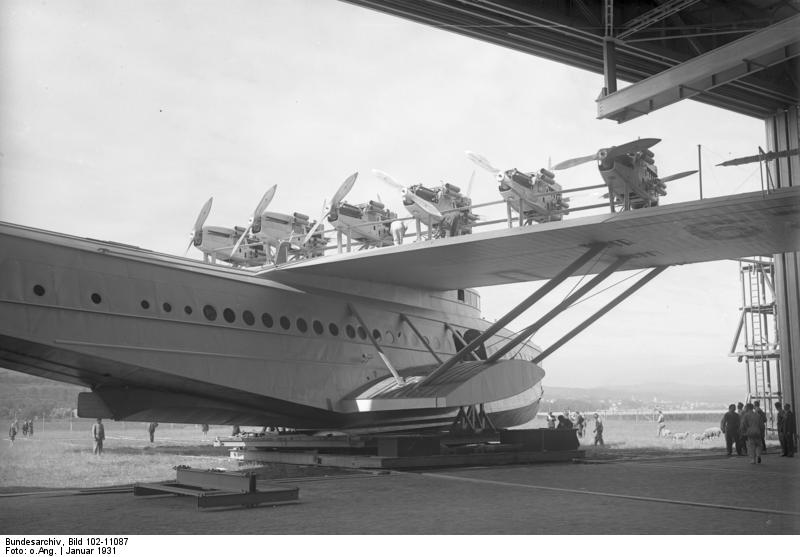
在底部的燃料箱向左右凸出，如同浮筒，用來支撐機翼的支柱也以此作落腳點，其橫切面也是克拉克Y翼形

## 使用

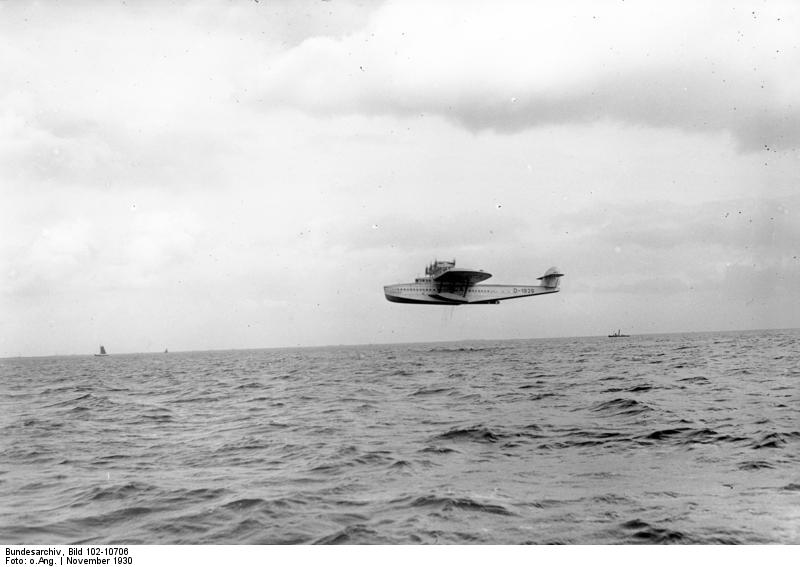
正在海面上低飛的Do-X飛艇，這樣能節省燃料

1929年7月12日，Do-X飛艇在康士坦丁湖作試飛成功，但是仍有很多人懷疑這架巨型飛艇無法以正常載荷飛行，為此同年10月21日請來了169名記者試乘坐，由於當時第二層的裝修還未開始，故他們都是坐藤椅，Do-X飛艇飛了53分鐘，途經腓特烈港和雷根茨等地方，這樣不單釋除了外界的疑慮還创下了一次非官方的載客量世界紀錄。
1930年11月3日離開康士坦茨湖，开始前往跨越大西洋，目标是纽约。在三周的時間內，先後飛抵荷蘭阿姆斯特丹、英國卡爾斯霍特、法國波爾多、西班牙、葡萄牙（在葡萄牙因为意外起火花费了6周修理），然后飞往非洲西海岸，经佛得角橫越大西洋。當時Do-X飛艇卻是以祇離水面幾米的高度低飛，為此的其中一個解釋是機組人員無意中發現若祇離海面幾米低飛可大幅節省燃料，到今日我們明白這是由於「地面效应」，到接近目的地時才高飛到離地800米高，Do-X飛艇首先於1931年6月5日飛抵巴西納塔爾，途径南美沿海多地，于当年8月27日到達美國紐約。
Do-X飛艇到紐約後卻遇上財政問題，原來它的12個發動機是借用自美國寇蒂斯飛機公司，這個時候寇蒂斯以這12個發動機已工作超過300小時為理由要多尼爾公司支付30萬馬克，再加上突然爆發的經濟大恐慌而令多尼爾公司無法支付這次旅程的費用，Do-X飛艇唯有留在美國直至來年，期間甚至有過要把它出售的想法但在報價150萬馬克後無人問津，最後由德國財政部出面為多尼爾貸款才把事情解決。
1932年5月14日，Do-X飛艇啓程回德國，回到德國後，Do-X飛艇又來了一次環繞德國的飛行，由6月23日開始，Do-X飛艇由東普魯士出發，途經但澤再沿萊茵河到瑞士蘇黎世，最後回到阿爾滕萊茵鎮。

## 結局
Do-X飛艇這種巨型載客飛艇生產成本和運作成本太高，雖然後來也有兩架Do-X飛艇在換上菲雅特發動機後被賣給意大利航空公司，總的來說無人問津，後來由於多尼爾不能支付貸款，這架Do-X飛艇被德國政府接收並展示在柏林飛行博物館，二戰時被毀於英軍轟炸機轟炸。

## 使用國家
- 德国
- 義大利王國